# 장병관
장병관(1983년 10월 11일 ~ )은 대한민국의 남자 성우이다. 2014년에 KBS 공채 39기 성우로 입사하였다.

## 출연작

### 외화
- 닥터후 시즌 10(KBS) - 앨런(스튜어트 라이트) / 리처드(솔로몬 이스라엘) / 조르주(올리버 랜슬리)
- 앤트맨과 와스프 - 데릭(조슈아 마이켈)

### 극장용 애니메이션
- 리틀 뱀파이어
- 서유기: 재세요왕 - 원체

### 다큐
- 2015.08.12 KBS 광복70년 특집다큐 '이상설 불꽃의 시간' 1부 가려진 전략가
- 2015.08.13 KBS 광복70년 특집다큐 '이상설 불꽃의 시간' 2부 불운에 가려진 천재

### 라디오 드라마

#### KBS
소설극장 (KBS 3라디오)
- 2014.04.09 ~ 2014.05.19 임형욱, 강풀 作 <그대를 사랑합니다> (이준범)
- 2014.05.20 ~ 2014.08.15 루이자 메이 올콧 作 <작은 아씨들> (존 부록)
- 2014.08.16 ~ 2014.09.12 노희경 作 <세상에서 가장 아름다운 이별>
- 2014.09.13 ~ 2014.11.10 정유정 作 <28> (박동해)
- 2014.12.15 ~ 2015.01.16 정재민 作 <보헤미안 랩소디> (우동규)
- 2015.01.17 ~ 2015.05.07 미겔 데 세르반테스 作 <돈 끼호테>
- 2015.05.08 ~ 2015.06.28 박민규 作 <죽은 왕녀를 위한 파반느> (요한)
- 2015.06.29 ~ 2015.08.15 프레드릭 배크만 作 <오베라는 남자>
- 2015.08.16 ~ 2015.10.02 은희경 作 <새의 선물>
- 2015.10.03 ~ 2015.11.26 이광수 作 <무정> (배학감)
- 2015.11.27 ~ 2016.01.08 양귀자 作 <원미동 사람들 中 불씨> (정봉룡) / <일용할 양식> (싱싱청과물)

KBS 무대 (KBS 한민족방송)
- 2014.02.28 <프로이트 보고서> (경찰)
- 2014.03.01 <카메오> (치열 父)
- 2014.03.22 <붕어빵> (부장)
- 2014.04.05 <달걀 후라이> (인턴2)
- 2014.04.19 <소피마르소를 위하여> (김동준)
- 2014.05.24 <요조숙녀 왕순진의 날개짓> (교무부장)
- 2014.06.07 <잠만 잘게요> (경찰)
- 2014.06.14 <거짓말> (의사)
- 2014.06.21 <솔향기 바람에 날리고> (안내원)
- 2014.06.28 <아내를 의심하지 말라> (배달)
- 2014.07.19 <문을 닫다> (의사)
- 2014.08.02 <전화하는 남자> (남3)
- 2014.08.16 <개구리 울음소리> (법의학 과장)
- 2014.08.23 <알카트레즈를 떠나며> (담임)
- 2014.09.06 <마흔 살의 커밍아웃> (남선배)
- 2014.09.20 <카사노바 따라잡기> (감독)
- 2014.10.04 <너무도 당당한 그녀> (고돌이)
- 2014.10.18 <산비둘기> (만길)
- 2014.11.08 <윤달> (지관)
- 2014.11.22 <젊은 느티나무> (교장)
- 2014.11.29 <가족의 탄생> (군졸)
- 2014.12.13 <말 못하는 남자> (지점장)
- 2014.12.27 <그림자를 견뎌라> (남편)
- 2016.04.09 <반장선거> (차선생)
- 2015.01.03 <문선생, 히말라야를 가다> (점원/교감)
- 2015.01.10 <매미를 엿보다> (종1)
- 2015.01.17 <첫사랑 사수 대작전> (손님2)
- 2015.01.24 <소금이 온다> (현우 친구)
- 2015.02.07 <빵과 장미> (이가)
- 2015.02.14 <잔혹낙원> (희성)
- 2015.02.21 <통화> (이상무)
- 2015.02.28 <봄,재규어,키스> (중고차 사장)
- 2015.03.07 <행복을 지켜드립니다> (노인1)
- 2015.03.14 <악행컴퍼니> (A팀 실장)
- 2015.03.28 <봄봄> (남자1)
- 2015.04.18 <어느 쨍한 날> (진욱)
- 2015.04.25 <논개> (주달무)
- 2015.05.02 <장군멍군> (대대장)
- 2015.05.09 <아버지의 이름으로> (택시기사)
- 2015.05.23 <껌 뱉지 맙시다> (남자1)
- 2015.06.06 <박색춘향> (의원)
- 2015.06.13 <햇살에 쓰는 일기> (사장)
- 2015.06.27 <위대한 유산> (취객)
- 2015.07.11 <여자 없는 남자들> (고모부)
- 2015.07.25 <두 번의 살인> (재호)
- 2015.08.08 <금혼식> (사진사)
- 2015.08.15 <기적소리> (노인)
- 2015.08.22 <세상은 요지경> (거래처 사장)
- 2015.09.12 <별일 없이 산다> (면접1)
- 2015.10.02 <연극이 끝난 후> (피디)
- 2015.10.31 <미스터 노바디> (재강)
- 2015.11.07 <파가니니를 위하여> (총지배인)
- 2015.11.21 <아버지의 탄생> (의사2)
- 2015.12.12 <카페라떼의 여자> (경찰1)
- 2015.12.19 <몸 빌려주는 남자> (70남)

라디오 독서실 (KBS 한민족방송)
- 2014.03.23 편혜영 作 <몬순> (의사1)
- 2014.03.30 박형서 作 <무한의 흰 벽> (의사)
- 2014.04.20 윤고은 作 <월리를 찾아라> (행인4)
- 2014.05.04 조경란 作 <밤을 기다리는 사람에게> (배씨)
- 2014.05.18 윤정환 作 <짬뽕> (광팔)
- 2014.05.24 하성란 作 <여름의 맛> (아버지)
- 2014.06.01 김금희 作 <옥화> (두석)
- 2014.06.15 정지아 作 <자본주의의 적> (남선배)
- 2014.06.22 황정은 作 <상류엔 맹금류> (남상인1)
- 2014.06.29 기준영 作 <이상한 정열> (행인2)
- 2014.07.13 최인석 作 <초록이 지쳐 단풍 드는데> (사내2)
- 2014.07.20 황태환 作 <유나> (남학생2)
- 2014.08.03 장은호 作 <생존자> (동기3)
- 2014.08.10 이수광 作 <진격의 미친 여자> (L)
- 2014.08.24 양수련 作 <그리고 예외는 없다> (목욕관리사)
- 2014.08.31 이장욱 作 <우리 모두의 정귀보> (담임선생님/ 관리자)
- 2014.09.07 김숨 作 <초야> (만근)
- 2014.09.14 전성태 作 <성묘> (선임 하사)
- 2014.09.28 김용희 作 <향나무 베개를 베고 자는 잠> (Y)
- 2014.10.05 윤이형 作 <굿바이> (사채업자)
- 2014.10.12 백영옥 作 <결혼기념일> (시동생)
- 2014.10.19 한창훈 作 <여수친구> (택시기사)
- 2014.10.26 윤고은 作 <오두막> (남자)
- 2014.11.16 정희선 作 <쏘아 올리다> (남자3)
- 2014.11.23 박솔뫼 作 <그럼 무얼 부르지> (중년男)
- 2014.11.30 황정은 作 <누가> (중개인)
- 2014.12.07 구효서 作 <별명의 달인> (고르비)
- 2014.12.14 강진 作 <멸종의 기록> (변태男)
- 2014.12.21 은희경 作 <금성녀> (아버지)
- 2015.01.04 <금방울전> (황제)
- 2015.01.18 이은희 作 <선긋기> (성우 (男))
- 2015.02.01 박교탁 作 <빨간휴지 줄까 파란휴지 줄까> (아들)
- 2015.02.15 이만교 作 <표정 관리 주식회사> (치킨집 아저씨)
- 2015.03.08 김희선 作 <라면의 황제> (박모노인/ 정보국직원)
- 2015.03.15 이장욱 作 <크리스마스 캐럴> (노인)
- 2015.03.22 해이수 作 <리키의 화원> (강피디)
- 2015.03.29 천정완 作 <동탯국> (미국 대통령)
- 2015.04.12 하성란 作 <개를 데리고 다니는 여인> (연극반 선생)
- 2015.05.03 이평재 作 <악어패밀리> (도)
- 2015.05.10 최지애 作 <달콤한 픽션> (부장)
- 2015.05.17 나경화 作 <쿙 쿙> (사측)
- 2015.06.28 성석제 作 <블랙박스> (사장)
- 2015.07.05 김언수 作 <항구의 문법> (남상만)
- 2015.07.19 김성종 作 <1973년 여름, 베를린의 안개> (박석태)
- 2015.08.02 이윤돌 作 <장마가 지는 계절> (지성민)
- 2015.10.04 이기호 作 <권순찬과 착한 사람들> (용역업체 사장)
- 2015.10.18 김금희 作 <조중균의 세계> (부장)
- 2015.11.22 천명관 作 <동백꽃> (해설)
- 2016.06.05 김경욱 作 <천국의 문> (남자 간호사)

라디오 극장 (KBS 한민족방송)
- 2014.02.01 ~ 2014.02.28 정유정 作 <내 인생의 스프링캠프>
- 2014.03.01 ~ 2014.04.30 천명관 作 <고래> (사내/ 인부)
- 2014.06.01 ~ 2014.06.30 김대현 作 <홍도>
- 2014.07.01 ~ 2014.07.31 이석원 作 <실내인간> (제롬)
- 2014.08.01 ~ 2014.08.31 최재도 作 <백 마흔넷째 날의 아침>
- 2014.09.01 ~ 2014.09.30 류영국 作 <만월까지>
- 2014.10.01 ~ 2014.10.31 윤고은 作 <밤의 여행자들>
- 2014.11.01 ~ 2014.11.30 전명 作 <파라한>
- 2014.12.01 ~ 2014.12.31 손아람 作 <소수의견>
- 2015.01.01 ~ 2015.01.31 유영민 作 <오즈의 의류수거함> (노숙)
- 2015.03.01 ~ 2015.03.31 박지리 作 <양춘단 대학탐방기>
- 2015.05.01 ~ 2015.05.31 박민규 作 <삼미슈퍼스타즈의 마지막 팬클럽>
- 2015.07.01 ~ 2015.07.31 김범 作 <할매가 돌아왔다> (아버지)
- 2015.08.01 ~ 2015.08.31 강영숙 作 <라이팅 클럽> (할아버지)
- 2015.10.01 ~ 2015.10.31 박수정 作 <프로젝트 S>
- 2015.11.01 ~ 2015.11.30 정동재 作 <전우치 나는 술사(術士) 전우치로다>
- 2015.12.01 ~ 2015.12.31 서진 作 <하트 브레이크 호텔> (102호)
- 2016.01.01 ~ 2016.01.31 김휘 作 <해마도시> (마동탁)

KBS 특집 (KBS 라디오)
- 2014.08.27~ 2014.09.03 KBS 한민족방송 방송의 날 특별기획 8부작 <북한의 현역작가 반디의 뼈아픈 고발>
- 2015.10.05 KBS 라디오 특별기획 <부엉이 아저씨, 음악가 이야기 좀 들려주세요!> 첫번째 이야기 바흐
- 2015.10.06 KBS 라디오 특별기획 <부엉이 아저씨, 음악가 이야기 좀 들려주세요!> 두번째 이야기 하이든
- 2015.10.08 KBS 라디오 특별기획 <부엉이 아저씨, 음악가 이야기 좀 들려주세요!> 네번째 이야기 베토벤

다큐멘터리 역사를 찾아서 (KBS 라디오)
- 2014 ~ 2015년

다큐멘터리 혁신의 승부사 (KBS 라디오)
- 2014.01.01 ~ 2014.02.28 모니터에 한글이 뜨기까지
- 2014.03.03 ~ 2014.05.13 손정의, 300년 기업을 꿈꾸다
- 2014.05.14 ~ 2014.07.25 게임, 산업으로 탄생하다

책 읽는 밤 (KBS 라디오)'
- 2014.03.07 라이먼 프랭크 바움 作 오즈의 마법사 (1)
- 2014.03.08 라이먼 프랭크 바움 作 오즈의 마법사 (2)
- 2014.03.15 F.스콧 피츠제럴드 作 벤자민 버튼의 시간은 거꾸로 간다
- 2014.03.28 마크 트웨인 作 살인, 미스터리 그리고 결혼
- 2014.03.29 톨스토이 作 두 노인
- 2014.11.01 하버트 조지 웰스 作 우주 전쟁 (1)

## 같이 보기
- 한국방송 성우극회